# Donny Grant
Donny Grant Zamora (Limón, 2 de abril de 1976) es un  exfutbolista que jugó como portero.

## Trayectoria
Inició en Limón en el año de 1995, jugando con el cuadro caribeño de la Asociación Deportiva Limonense en la Liga de Ascenso, con el cual ascendió y estuvo 4 años posterior a ello. Luego emigró a El Salvador para incorporarse al C.D. FAS por un periodo de 8 meses. Luego regresó al país para vincularse al Santos por un tiempo de 4 meses, donde disputaron la final ante Alajuelense la cual perdieron y él no tuvo participación. Luego de estar en el Santos, pasó al Pérez Zeledón en donde tuvo una destacada participación para luego ser parte del Cartaginés y posterior con San Carlos para pasar a jugar con el Saprissa. Actualmente se desempeña como portero titular en el Limón F.C en la primera división tica.
Cuenta con una pareja Bertha Morejon Chamberline con la cual cuenta 16 años de casados

## Clubes
| Club               | País        | Año       |
| ------------------ | ----------- | --------- |
| Limón F.C          | Costa Rica  | 1998-2001 |
| C.D FAS            | El Salvador | 2001      |
| Santos de Guápiles | Costa Rica  | 2001-2002 |
| Pérez Zeledón      | Costa Rica  | 2003-2006 |
| C.S Cartaginés     | Costa Rica  | 2006-2008 |
| A.D San Carlos     | Costa Rica  | 2009-2011 |
| Deportivo Saprissa | Costa Rica  | 2011-2015 |
| Limón F.C          | Costa Rica  | 2016      |

## Palmarés
| Título                         | Club               | País       | Año  |
| ------------------------------ | ------------------ | ---------- | ---- |
| Torneo de Copa de Costa Rica   | Deportivo Saprissa | Costa Rica | 2013 |
| Primera División de Costa Rica | Deportivo Saprissa | Costa Rica | 2014 |
| Primera División de Costa Rica | Deportivo Saprissa | Costa Rica | 2014 |
| Primera División de Costa Rica | Deportivo Saprissa | Costa Rica | 2015 |

#### Títulos internacionales
| Título               | Equipo                  | Sede      | Año  |
| -------------------- | ----------------------- | --------- | ---- |
| Copa Centroamericana | Selección de Costa Rica | Guatemala | 2005 |